# Minszat ad-Dahab al-Kiblijja
Minszat ad-Dahab al-Kiblijja – miejscowość w Egipcie, w muhafazie Al-Minja. W 2006 roku liczyła 14 945 mieszkańców.